# Vteřiny křehké
Vteřiny křehké (2014) je autorské písňové album Jiřího Pavlici a Hradišťanu. Na nahrávku Pavlica vybral a zhudebnil patnáct básní různých autorů, které spolu korespondují a vytvářejí harmonický celek vypovídající o radostech a strastech lidského života.
Vybrané texty Jana Skácela, Michala Stránského, Františka Novotného, Dušana Vančury, Josefa Veselého, Evy Kociánové a Alžběty Šáchové souzní s tématem křehkosti lidského bytí a dohromady tvoří jednotný celek.
Album vyšlo u nakladatelství Indies Scope Records s přiloženou knížkou s fotografiemi Vratislava Hnátka.

## Seznam skladeb
1. Vteřiny křehké
2. Účtování na vesmírných kontech
3. Nechvátej osude
4. Zpívanka
5. Šťovíky u cest
6. Až bude moje duše
7. Pojď, můj milý
8. Když ona hrozny trhala
9. Lítáte v tom
10. A Second of Temptation
11. Tak tady byl
12. Rozpomínání
13. Jdu já, jdeš ty, všichni jdem
14. Anděl strážný
15. Až se budeš bát